# 列支敦斯登的尼庫勞斯 (2000)
列支敦斯登的尼庫勞斯（德語：Nikolaus von und zu Liechtenstein，2000年12月6日—），列支敦斯登親王儲阿洛伊斯的幼子。
尼庫勞斯目前是列支敦斯登王位第四順位繼承人。